# Sven Kramer
Sven Kramer (Heerenveen, 23 de abril de 1986) es un deportista neerlandés que compite en patinaje de velocidad sobre hielo. Es el patinador de velocidad más laureado en la historia de este deporte: cuatro veces campeón olímpico, 30 veces campeón mundial (nueve en la clasificación general y 21 veces en distancia individual) y doce veces campeón europeo.
Participó en cuatro Juegos Olímpicos de Invierno, obteniendo en total neuve medallas: plata y bronce en Turín 2006, en las pruebas de 5000 m y persecución por equipos (junto con Mark Tuitert, Carl Verheijen y Rintje Ritsma); oro y bronce en Vancouver 2010, en los 5000 m y persecución por equipos (con Jan Blokhuijsen, Mark Tuitert y Simon Kuipers); dos oros y una plata en Sochi 2014, en 5000 m y persecución por equipos (con Jan Blokhuijsen y Koen Verweij) y en 10 000 m, y oro y bronce en Pyeongchang 2018, en 5000 m y persecución por equipos (con Patrick Roest, Jan Blokhuijsen y Koen Verweij).
Ganó doce medallas en el Campeonato Mundial de Patinaje de Velocidad sobre Hielo entre los años 2005 y 2019, y 26 medallas en el Campeonato Mundial de Patinaje de Velocidad sobre Hielo en Distancia Individual entre los años 200 y 2020.
Además, obtuvo once medallas en el Campeonato Europeo de Patinaje de Velocidad sobre Hielo entre los años 2005 y 2019, y tres medallas en el Campeonato Europeo de Patinaje de Velocidad sobre Hielo en Distancia Individual, en los años 2020 y 2022.

## Palmarés internacional
| Juegos Olímpicos                           | Juegos Olímpicos                | Juegos Olímpicos  | Juegos Olímpicos        |
| Año                                        | Lugar                           | Medalla           | Prueba                  |
| ------------------------------------------ | ------------------------------- | ----------------- | ----------------------- |
| 2006                                       | Turín (Italia)                  | Medalla de plata  | 5000 m                  |
| 2006                                       | Turín (Italia)                  | Medalla de bronce | Persecución por equipos |
| 2010                                       | Vancouver (Canadá)              | Medalla de oro    | 5000 m                  |
| 2010                                       | Vancouver (Canadá)              | Medalla de bronce | Persecución por equipos |
| 2014                                       | Sochi (Rusia)                   | Medalla de oro    | 5000 m                  |
| 2014                                       | Sochi (Rusia)                   | Medalla de oro    | Persecución por equipos |
| 2014                                       | Sochi (Rusia)                   | Medalla de plata  | 10 000 m                |
| 2018                                       | Pyeongchang (Corea del Sur)     | Medalla de oro    | 5000 m                  |
| 2018                                       | Pyeongchang (Corea del Sur)     | Medalla de bronce | Persecución por equipos |
| Campeonato Mundial                         |                                 |                   |                         |
| Año                                        | Lugar                           | Medalla           | Prueba                  |
| 2005                                       | Moscú (Rusia)                   | Medalla de bronce | Clasificación general   |
| 2006                                       | Calgary (Canadá)                | Medalla de bronce | Clasificación general   |
| 2007                                       | Heerenveen (Países Bajos)       | Medalla de oro    | Clasificación general   |
| 2008                                       | Berlín (Alemania)               | Medalla de oro    | Clasificación general   |
| 2009                                       | Hamar (Noruega)                 | Medalla de oro    | Clasificación general   |
| 2010                                       | Heerenveen (Países Bajos)       | Medalla de oro    | Clasificación general   |
| 2012                                       | Moscú (Rusia)                   | Medalla de oro    | Clasificación general   |
| 2013                                       | Hamar (Noruega)                 | Medalla de oro    | Clasificación general   |
| 2015                                       | Calgary (Canadá)                | Medalla de oro    | Clasificación general   |
| 2016                                       | Berlín (Alemania)               | Medalla de oro    | Clasificación general   |
| 2017                                       | Hamar (Noruega)                 | Medalla de oro    | Clasificación general   |
| 2019                                       | Calgary (Canadá)                | Medalla de bronce | Clasificación general   |
| Campeonato Mundial en Distancia Individual |                                 |                   |                         |
| Año                                        | Lugar                           | Medalla           | Prueba                  |
| 2007                                       | Salt Lake City (Estados Unidos) | Medalla de oro    | 5000 m                  |
| 2007                                       | Salt Lake City (Estados Unidos) | Medalla de oro    | 10 000 m                |
| 2007                                       | Salt Lake City (Estados Unidos) | Medalla de oro    | Persecución por equipos |
| 2008                                       | Nagano (Japón)                  | Medalla de oro    | 5000 m                  |
| 2008                                       | Nagano (Japón)                  | Medalla de oro    | 10 000 m                |
| 2008                                       | Nagano (Japón)                  | Medalla de oro    | Persecución por equipos |
| 2008                                       | Nagano (Japón)                  | Medalla de plata  | 1500 m                  |
| 2009                                       | Richmond (Canadá)               | Medalla de oro    | 5000 m                  |
| 2009                                       | Richmond (Canadá)               | Medalla de oro    | 10 000 m                |
| 2009                                       | Richmond (Canadá)               | Medalla de oro    | Persecución por equipos |
| 2012                                       | Heerenveen (Países Bajos)       | Medalla de oro    | 5000 m                  |
| 2012                                       | Heerenveen (Países Bajos)       | Medalla de oro    | Persecución por equipos |
| 2013                                       | Sochi (Rusia)                   | Medalla de oro    | 5000 m                  |
| 2013                                       | Sochi (Rusia)                   | Medalla de oro    | Persecución por equipos |
| 2013                                       | Sochi (Rusia)                   | Medalla de plata  | 10 000 m                |
| 2015                                       | Heerenveen (Países Bajos)       | Medalla de oro    | 5000 m                  |
| 2015                                       | Heerenveen (Países Bajos)       | Medalla de oro    | Persecución por equipos |
| 2016                                       | Kolomna (Rusia)                 | Medalla de oro    | 5000 m                  |
| 2016                                       | Kolomna (Rusia)                 | Medalla de oro    | 10 000 m                |
| 2017                                       | Gangneung (Corea del Sur)       | Medalla de oro    | 5000 m                  |
| 2017                                       | Gangneung (Corea del Sur)       | Medalla de oro    | 10 000 m                |
| 2017                                       | Gangneung (Corea del Sur)       | Medalla de bronce | 1500 m                  |
| 2019                                       | Inzell (Alemania)               | Medalla de oro    | Persecución por equipos |
| 2019                                       | Inzell (Alemania)               | Medalla de bronce | 5000 m                  |
| 2020                                       | Salt Lake City (Estados Unidos) | Medalla de oro    | Persecución por equipos |
| 2020                                       | Salt Lake City (Estados Unidos) | Medalla de plata  | 5000 m                  |
| Campeonato Europeo                         |                                 |                   |                         |
| Año                                        | Lugar                           | Medalla           | Prueba                  |
| 2005                                       | Heerenveen (Países Bajos)       | Medalla de plata  | Clasificación general   |
| 2007                                       | Collalbo (Italia)               | Medalla de oro    | Clasificación general   |
| 2008                                       | Kolomna (Rusia)                 | Medalla de oro    | Clasificación general   |
| 2009                                       | Heerenveen (Países Bajos)       | Medalla de oro    | Clasificación general   |
| 2010                                       | Hamar (Noruega)                 | Medalla de oro    | Clasificación general   |
| 2012                                       | Budapest (Hungría)              | Medalla de oro    | Clasificación general   |
| 2013                                       | Heerenveen (Países Bajos)       | Medalla de oro    | Clasificación general   |
| 2015                                       | Cheliábinsk (Rusia)             | Medalla de oro    | Clasificación general   |
| 2016                                       | Minsk (Bielorrusia)             | Medalla de oro    | Clasificación general   |
| 2017                                       | Heerenveen (Países Bajos)       | Medalla de oro    | Clasificación general   |
| 2019                                       | Collalbo (Italia)               | Medalla de oro    | Clasificación general   |
| Campeonato Europeo en Distancia Individual |                                 |                   |                         |
| Año                                        | Lugar                           | Medalla           | Prueba                  |
| 2020                                       | Heerenveen (Países Bajos)       | Medalla de oro    | Persecución por equipos |
| 2020                                       | Heerenveen (Países Bajos)       | Medalla de plata  | 5000 m                  |
| 2022                                       | Heerenveen (Países Bajos)       | Medalla de oro    | Persecución por equipos |